# Žlutá jola
Žlutá jola (1961, přepracováno 1970) je dobrodružná novela pro děti od českého spisovatele Petra Nevoda.

## Obsah novely
Hlavním hrdinou a vypravěčem novely je malý chlapec, který se se svým otcem a strýcem vydá na speciální motorové čtyřmetrové žluté jole na prázdninový výlet po Lipenské přehradě. Zažije při tom mnoho napínavých okamžiků (bouře, porucha motoru, táboření v přírodě), z nichž největší je stíhání vodních pytláků. Ti vybírají státním rybářům ryby ze sítí a sítě jim ničí. Protože otci půjčili jolu právě státní rybáři, chce jim otec pomoci pytláky odhalit, což je tajné poslání celé výpravy.
Pro jednoho pytláka skončí vše málem tragicky, když spadne z lodi do vody, ale otec se strýcem jej zachrání a předají bezpečnosti. Celá skupina pytláků je nakonec úspěšně zneškodněna.

## Přehled vydání
- Žlutá jola, Krajské nakladatelství, České Budějovice 1961, ilustroval Karel Valtr,
- Žlutá jola, v edici Statečná srdce, Růže, České Budějovice 1970, ilustroval Bohumil Konečný,